# Luniz
Luniz är en amerikansk hiphopduo från Oakland i Kalifornien. Gruppen består av rapparna Yukmouth (Jerold Dwight Ellis III) och Numskull (Garrick Demond Husbands). Deras största framgång kom med låten I Got 5 On It från 1995.

## Diskografi

### Album
- 1995 – Operation Stackola
- 1995 – Lunitik Muzik
- 2002 – Silver & Black
- 2005 – We Are the Luniz

### Singlar
- 1995 – Playa Hata
- 1995 – I Got 5 on It
- 1997 – Bootlegs & B-Sides (EP)
- 2002 – Oakland Raider